# Sinobatis
Sinobatis là một chi cá đuối thuộc họ Anacanthobatidae sống tự nhiên ở vùng nước sâu thuộc Ấn Độ Dương-Thái Bình Dương.

## Loài
Hiện đã có 9 loài được công nhận thuộc chi này:
- Sinobatis andamanensis Last & Bussarawit, 2016 (Andaman legskate) [2]
- Sinobatis borneensis (W. L. Y. Chan, 1965) (Borneo legskate)
- Sinobatis brevicauda Weigmann & Stehmann, 2016 (Short-tail legskate) [3]
- Sinobatis bulbicauda Last & Séret, 2008 (Western Australian legskate)
- Sinobatis caerulea Last & Séret, 2008 (Blue legskate)
- Sinobatis filicauda Last & Séret, 2008 (Eastern Australian legskate)
- Sinobatis kotlyari Stehmann & Weigmann, 2016 (Kotlyar's legskate) [4]
- Sinobatis melanosoma (W. L. Y. Chan, 1965) (Black-bodied legskate)
- Sinobatis stenosoma (S. Li & A. S. Hu, 1982) (Narrow leg skate)